# Graben (geologia)

Schema concettuale che illustra uno stile tettonico di tipo distensivo, a horst e graben. I due margini crostali indicati dalle frecce tendono ad allontanarsi tra loro determinando il collasso di alcune parti di crosta che formano quindi fosse, o graben, delimitati da faglie dirette. Immagine USGS

Graben è un termine proveniente dalla letteratura scientifica tedesca che in geologia strutturale indica una fossa tettonica, ovvero una porzione di crosta terrestre sprofondata a causa di un sistema di faglie dirette (o normali) in regime tettonico distensivo. In Italia sono riconducibili alle gravine del territorio della Murgia Alta a Gravina in Puglia.

## Caratteristiche
Tra due graben adiacenti si distingue una zona di crosta terrestre relativamente sollevata chiamata horst o pilastro tettonico.
Le depressioni tettoniche dei graben spesso sono percorse da fiumi, talora sede di laghi o mari interni, e comunque in generale sono interessate da un'importante attività di deposizione di sedimenti.
Se le attività tettoniche distensive risultano ancora presenti si parla di graben attivo; viceversa, se non si rileva più attività sismica si parla di graben inattivo e la depressione, unitamente alle dislocazioni rilevabili ai fianchi della stessa, ne costituiscono una testimonianza.
Esempi di graben in Europa sono le gravine di Gravina in Puglia, la valle del Reno (la parte denominata "del Reno inferiore" è considerata ancora attiva) o il Campidano in Sardegna.